# Ernestinovo
Ernestinovo (srbsky Ернестиново, maďarsky Ernőháza, německy Ernestinenhof) je vesnice a správní středisko stejnojmenné opčiny v Chorvatsku v Osijecko-baranjské župě. Nachází se asi 11 km jižně od Osijeku. V roce 2011 žilo v Ernestinovu 1 047 obyvatel, v celé opčině pak 2 189 obyvatel.
Součástí opčiny jsou celkem tři obydlené vesnice. Ačkoliv je střediskem opčiny vesnice Ernestinovo, jejím největším sídlem je Laslovo.
- Divoš – 63 obyvatel
- Ernestinovo – 1 047 obyvatel
- Laslovo – 1 079 obyvatel

Opčinou prochází státní silnice D518 a župní silnice Ž4109, Ž4121 a Ž4130. Jihozápadně od Ernestinova protéká řeka Vuka.